# 塔博納什 (科羅拉多州)
塔伯納什（英語：Tabernash）是位於美國科羅拉多州格蘭德縣的一個人口普查指定地區。

## 地理
塔伯納什的座標為40°03′24″N 106°10′29″W / 40.05667°N 106.17472°W，而該地最高點為海拔高度2540米（即8333英尺）。

## 人口
根據2010年美國人口普查的數據，塔伯納什的面積為12.30平方千米，均為陸地。當地共有人口417人，而人口密度為每平方千米33人。